# Conjetura de Firoozbakht

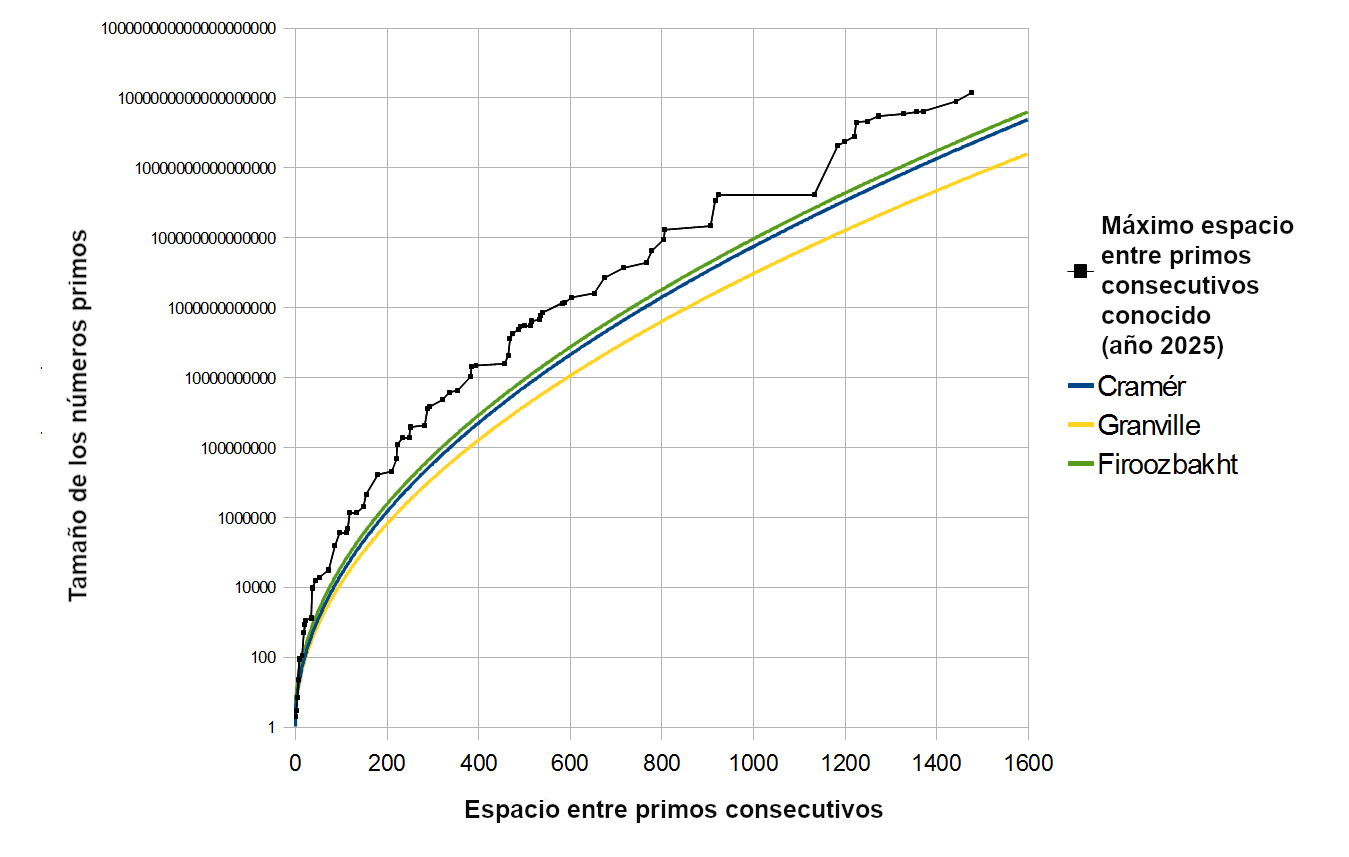
Función máxima diferencia entre primos consecutivos y tres de sus aproximaciones

En teoría de números, la conjetura de Firoozbakht es una proposición sobre la distribución de los números primos. Lleva el nombre del matemático iraní de la Universidad de Isfahán Farideh Firoozbakht, quien la publicó en 1982.
La conjetura establece que {\displaystyle p_{n}^{1/n}} (donde {\displaystyle p_{n}} es el n-ésimo número primo) es una función estrictamente decreciente de n, es decir,
{\displaystyle {\sqrt[{n+1}]{p_{n+1}}}<{\sqrt[{n}]{p_{n}}}\qquad {\text{ para todo }}n\geq 1.}
Equivalentemente:
{\displaystyle p_{n+1}<p_{n}^{1+{\frac {1}{n}}}\qquad {\text{ para todo }}n\geq 1,}
véase A182134 y A246782.
Usando una tabla de diferencias máximas, Farideh Firoozbakht verificó su conjetura hasta 4.444×1012. Ahora, con tablas más extensas de diferencias máximas, la conjetura se ha verificado para todos los números primos por debajo de 264≈ 1,84×1019.
Si la conjetura fuera cierta, entonces la función diferencia entre dos números primos consecutivos {\displaystyle g_{n}=p_{n+1}-p_{n}} cumpliría:
{\displaystyle g_{n}<(\log p_{n})^{2}-\log p_{n}\qquad {\text{ para todo }}n>4.}
Es más:
{\displaystyle g_{n}<(\log p_{n})^{2}-\log p_{n}-1\qquad {\text{ para todo }}n>9,}
véase también A111943. Este es uno de los límites superiores más fuertes conjeturados para las diferencias entre primos consecutivos, incluso algo más fuerte que las conjeturas de Cramér y Shanks. Implica una forma fuerte de la conjetura de Cramér y por lo tanto es inconsistente con las heurísticas de Granville y Pintz y de Maier que sugieren que
{\displaystyle g_{n}>{\frac {2-\varepsilon }{e^{\gamma }}}(\log p_{n})^{2}\approx 1.1229(\log p_{n})^{2},}
ocurre infinitamente a menudo para cualquier {\displaystyle \varepsilon >0,} donde {\displaystyle \gamma } denota la constante de Euler-Mascheroni.
Dos conjeturas relacionadas (véanse los comentarios en A182514) son
{\displaystyle \left({\frac {\log(p_{n+1})}{\log(p_{n})}}\right)^{n}<e,}
que es más débil y
{\displaystyle \left({\frac {p_{n+1}}{p_{n}}}\right)^{n}<n\log(n)\qquad {\text{ para todo }}n>5,}
que es más fuerte.